# Leo Rozenstraten
Leonard 'Leo' Rozenstraten (Antwerpen, 1 maart 1935 – aldaar, 24 november 2004) was een Vlaams acteur en tekstschrijver.
Zijn bekendste rol was die van Hilarius Van Hoplynus, de vreemde uitvinder in de VRT-jeugdserie Interflix.
Hij speelde enkele gastrollen in Bompa (huurder Gustaaf Boonen), Slisse & Cesar (Aannemer), Merlina (Juwelier Goudsmit), Het Pleintje (Balieagent van het reisbureau), Postbus X (Violist François Sollieux/Suske Sol), Brylcream Boulevard (Van Passel) en Terug naar Oosterdonk (Grootvader).
Hij was niet zo bekend als auteur van toneelstukken of acteur, maar hij schreef samen met orkestleider en songschrijver Leo Caerts de liedjestekst van de wereldwijde monsterhit Eviva España, gezongen door Samantha, in Nederland was dit een hit voor Imca Marina. Ook voor de Antwerpse groep De Strangers en voor vele andere vooral Vlaamse artiesten schreef hij liedjesteksten.  In 1969 had hij ook als zanger een hitje, zij het onder de schuilnaam Robbie Roos: Sperziebonen (tekst Leo Rozenstraten, muziek Ron Davis) was een ludiek project, waarmee de toenmalige BRT de invloed van pluggen van grammofoonplaten op de verkoop ervan wilde hekelen.
Leo Rozenstraten was getrouwd met actrice Annie Van Lier en had een zoon.
- Gemeinsame Normdatei: 1053262663
- International Standard Name Identifier: 0000 0000 7112 0465
- Library of Congress Control Number: no2017088799
- MusicBrainz: 821eb5eb-4484-4751-ba48-5acb32eb252b
- Nationale Bibliotheek van Tsjechië: xx0102640
- Nederlandse Thesaurus van Auteursnamen: 073201812
- Système universitaire de documentation: 151846332
- Virtual International Authority File: 100865239
- WorldCat: E39PBJfxcfxydqvKryrx9J9xDq